# El Salvador op de Olympische Zomerspelen 2008
El Salvador nam deel aan de Olympische Zomerspelen 2008 in Peking, China.
El Salvador debuteerde op de Zomerspelen in 1968 en deed in 2008 voor de negende keer mee. Net als bij de acht voorgaande deelnames won El Salvador deze editie geen medaille.

## Resultaten en deelnemers

### Atletiek
| Olympiër           | Discipline            | Resultaat | Prestatie         |
| ------------------ | --------------------- | --------- | ----------------- |
| Salvador Mira      | 50km snelwandelen (m) | DSQ       | gediskwalificeerd |
|                    |                       |           |                   |
| Verónica Colindres | 20km snelwandelen (v) | 38e       | 1:36.52           |

### Gewichtheffen
| Olympiër  | Discipline | Resultaat | Prestatie                                          |
| --------- | ---------- | --------- | -------------------------------------------------- |
| Eva Dimas | +75kg (v)  | DNF       | trekken: 9de met 105kg stoten: geen geldige poging |

### Judo
| Olympiër          | Discipline | Resultaat | Prestatie                                            |
| ----------------- | ---------- | --------- | ---------------------------------------------------- |
| Franklin Cisneros | -81kg (m)  | 21e       | voorronde: vrij 1ste ronde: V van USA Stevens: ippon |

### Roeien
| Olympiër             | Discipline | Resultaat | Prestatie |
| -------------------- | ---------- | --------- | --- |
| Camila Vargas Palomo | skiff (v)  | 22e       | serie 5: 3de in 8.32,06 kwartfinale 2: 5de in 8.11,79 halve finale C/D: 4de in 8.22,35 finale D: 4de in 8.02,91 |

### Schietsport
| Olympiër    | Discipline           | Resultaat | Prestatie                                                              |
| ----------- | -------------------- | --------- | ---------------------------------------------------------------------- |
| Luisa Maida | 25m pistool (v)      | 8e        | kwalificatie: 6de met 582 punten (292-290) finale: 8ste met 774 punten |
| Luisa Maida | 10m luchtpistool (v) | 34e       | kwalificatie: 34ste met 375 punten (94-93-93-95)                       |

### Tennis
| Olympiër       | Discipline    | Resultaat | Prestatie                                                                       |
| -------------- | ------------- | --------- | ------------------------------------------------------------------------------- |
| Rafael Arévalo | enkelspel (m) | 17e       | 1ste ronde: W van KOR Lee: 4-6, 6-3, 6-4 2de ronde: V van SUI Federer: 2-6, 4-6 |

### Wielersport
| Olympiër                 | Discipline                    | Resultaat | Prestatie                      |
| Baan                     | Baan                          | Baan      | Baan                           |
| ------------------------ | ----------------------------- | --------- | ------------------------------ |
| Evelyn García            | individuele achtervolging (v) | 13e       | kwalificatie: 13de in 3.56,849 |
| Evelyn García            | puntenkoers (v)               | 16e       | 0 punten                       |
| Weg                      |                               |           |                                |
| Mario Wilfredo Contreras | wegwedstrijd (m)              | DNF       | niet gefinisht                 |

### Worstelen
| Olympiër       | Discipline  | Resultaat   | Prestatie                                                                                |
| Vrije stijl    | Vrije stijl | Vrije stijl | Vrije stijl                                                                              |
| -------------- | ----------- | ----------- | ---------------------------------------------------------------------------------------- |
| Íngrid Medrano | -48kg (v)   | 9e          | kwalificatie: vrij 1ste ronde: W van ROU Dobre: 3-1 kwartfinale: V van KAZ Bakatyuk: 0-3 |

### Zwemmen
| Olympiër     | Discipline          | Resultaat | Prestatie               |
| ------------ | ------------------- | --------- | ----------------------- |
| Golda Marcus | 400m vrije slag (v) | 39e       | serie 2: 7de in 4.23,50 |
| Golda Marcus | 800m vrije slag (v) | 35e       | serie 1: 2de in 8.51,21 |

Afghanistan · Albanië · Algerije · Amerikaanse Maagdeneilanden · Amerikaans-Samoa · Andorra · Angola · Antigua en Barbuda · Argentinië · Armenië · Aruba · Australië · Azerbeidzjan · Bahama's · Bahrein · Bangladesh · Barbados · België · Belize · Benin · Bermuda · Bhutan · Bolivia · Bosnië en Herzegovina · Botswana · Brazilië · Britse Maagdeneilanden · Bulgarije · Burkina Faso · Burundi · Cambodja · Canada · Centraal-Afrikaanse Republiek · Chili · China · Chinees Taipei · Colombia · Comoren · Congo-Brazzaville · Congo-Kinshasa · Cookeilanden · Costa Rica · Cuba · Cyprus · Denemarken · Djibouti · Dominica · Dominicaanse Republiek · Duitsland · Ecuador · Egypte · El Salvador · Equatoriaal-Guinea · Eritrea · Estland · Ethiopië · Fiji · Filipijnen · Finland · Frankrijk · Gabon · Gambia · Georgië · Ghana · Grenada · Griekenland · Groot-Brittannië · Guam · Guatemala · Guinee · Guinee‑Bissau · Guyana · Haïti · Honduras · Hongarije · Hongkong · Ierland · IJsland · India · Indonesië · Irak · Iran · Israël · Italië · Ivoorkust · Jamaica · Japan · Jemen · Jordanië · Kaaimaneilanden · Kaapverdië · Kameroen · Kazachstan · Kenia · Kirgizië · Kiribati · Koeweit · Kroatië · Laos · Lesotho · Letland · Libanon · Liberia · Libië · Liechtenstein · Litouwen · Luxemburg · Macedonië · Madagaskar · Malawi · Malediven · Maleisië · Mali · Malta · Marshalleilanden · Marokko · Mauritanië · Mauritius · Mexico · Micronesië · Moldavië · Monaco · Mongolië · Montenegro · Mozambique · Myanmar · Namibië · Nauru · Nederland · Nederlandse Antillen · Nepal · Nicaragua · Nieuw-Zeeland · Niger · Nigeria · Noord-Korea · Noorwegen · Oeganda · Oekraïne · Oezbekistan · Oman · Oostenrijk · Oost‑Timor · Pakistan · Palau · Palestina · Panama · Papoea-Nieuw-Guinea · Paraguay · Peru · Polen · Portugal · Puerto Rico · Qatar · Roemenië · Rusland · Rwanda · Saint Kitts en Nevis · Saint Lucia · Saint Vincent en Grenadines · Salomonseilanden · Samoa · San Marino · Sao Tomé en Principe · Saoedi-Arabië · Senegal · Servië · Seychellen · Sierra Leone · Singapore · Slovenië · Slowakije · Soedan · Somalië · Spanje · Sri Lanka · Suriname · Swaziland · Syrië · Tadzjikistan · Tanzania · Thailand · Togo · Tonga · Trinidad en Tobago · Tsjaad · Tsjechië · Tunesië · Turkije · Turkmenistan · Tuvalu · Uruguay · Vanuatu · Venezuela · Verenigde Arabische Emiraten · Verenigde Staten · Vietnam · Wit-Rusland · Zambia · Zimbabwe · Zuid-Afrika · Zuid-Korea · Zweden · Zwitserland
Uitgesloten van deelname: Brunei